# 三棱蔺藨草
三棱蔺藨草（学名：Trichophorum mattfeldianum）也称三棱针蔺，为莎草科蔺藨草属下的一个植物种。